# 蝶の毒 華の鎖
『蝶の毒 華の鎖』（ちょうのどく はなのくさり）は、アロマリエより2011年5月27日に発売された女性向けアダルトゲーム。
後に、プロトタイプを発売元とする家庭用ゲーム機用ソフト『蝶の毒 華の鎖〜大正艶恋異聞〜』が制作された。PlayStation Portable版が2014年1月16日に、PlayStation Vita版が同年2月20日に発売され、Nintendo Switch版が2020年2月20日に発売予定。
また、PC向けのファンディスク『蝶の毒 華の鎖〜幻想夜話〜』が2012年12月1日に発売されたほか、2018年8月10日には『蝶の毒　華の鎖』とファンディスク『蝶の毒　華の鎖〜幻想夜話〜』を1枚のディスクに収め初回版同梱特典だったエクストラシナリオ　「そして誰も居なくなった」　「女探偵の事件簿」も収録したリパッケージ版が発売された。

## 解説
大正時代を舞台に、没落華族の令嬢と、彼女が出会う男達とのロマンを描いた乙女ゲーム。
「蝶の毒 華の鎖〜大正艶恋異聞〜」では、恋愛に重きを置いた新シナリオが追加された。

## あらすじ
大正7年のある夜、没落華族の令嬢である野宮百合子は、自らの誕生日パーティーがやけに豪華なことに疑問を抱いていた。
彼女の幼馴染である尾崎秀雄から百合子の婚約者を決めるためこの夜会が豪勢なものになったと聞かれて納得した矢先、反政府勢力により夜会が荒らされ、さらには野宮家の当主にして百合子の父である康之が何者かによって殺害された。
だが、それは百合子の波瀾の運命の幕開けにしか過ぎなかった。

## 登場人物
野宮 百合子（のみや ゆりこ）
主人公。名前変更可。子爵令嬢ではあるが家の財政状態は逼迫している。物語開始の少し前に学習院の女学校を卒業しており、学ぶことは好きだったが経済的事情により進学を断念している。家の置かれた状況を危惧しており、外の世界への興味につながっている。ちょっとお転婆なところがある。体を動かすことは得意だが、踊り、ピアノ、家事、裁縫等は不得手。百合のような独特の体臭をしており、特に生理の日はその匂いが強くなる。その事を噂され、物珍しげに見られる事に劣等感を持つ。
斯波 純一（しば じゅんいち）
声：茶介
貿易会社「大道洋行」の社長で一代にして財を築いた成金。２８歳。強引な性格で、金の力をもってして百合子を自らのものにしようとしている。型破りな性格。 爵位が無い為、社交界では華族から侮蔑の目で見られる事もある一方、強引な人柄や話術に好感を持つ者もおり、特に婦人から人気がある。
野宮 瑞人（のみや みずひと）
声：平井達矢
百合子の兄。康之が女中に生ませた子とされ、百合子とは母が異なる。子爵家次期当主の華道家。２２歳。しっかりした百合子とは対照的に浮世離れした道楽者。妹のことは花のように愛でている。昔は画家を目指していたが、親に反対された過去を持つ。
真島 芳樹（まじま よしき）
声：大石恵三
野宮家の使用人（園丁）にして、百合子の初恋の相手。２５歳。端正な顔立ちをしている。植物を愛する温厚な性格。
藤田 均（ふじた ひとし）
声：チアノーゼ三太夫
野宮家の執事。３７歳。日英ハーフで大柄。百合子が幼少の頃から野宮家に仕えてきた。 本来、百合子のピアノ教師として雇われたが、百合子があまりピアノ演奏に興味を示さず、ピアノの腕以外にも経理等に秀で多才で有能であったため執事の立場に収まる。生真面目な性格であまり感情を表に出さない。
尾崎 秀雄（おざき ひでお）
声：須賀紀哉
百合子の幼馴染で男爵家次期当主の陸軍少尉。２４歳。真面目だが冷たい印象がある。軍人としてはとても優秀。
天海 鏡子（あまみ きょうこ）　
声：猫魅愛
酒問屋の娘。４０歳。若々しい美女で、顔が広く裏の世界にも通じている。婿養子である夫との間に一児をもうけた後は道楽にふけっている。百合子の母、繁子とは女学校時代の友人。
三郎（さぶろう）
声：滑川菊太郎
野宮家の使用人。醜悪な外見。以前は天海家の使用人だった。
野宮　康之（のみや　やすゆき）
声：野坂正彦
野宮家当主。華道を家業としている公家華族で主人公の父。爵位は子爵。物静かで温厚な性格。
野宮　繁子（のみや しげこ）
声：夕姫
野宮家夫人。実家は裕福な武家華族で主人公の母。美人ではあるが気位が高く浪費家。
白田　佐和子（しろた　さわこ）
声：草月若葉
秀雄の婚約者で侯爵家令嬢。人形のように無表情で何を考えているのか分かりづらいが、内面は一途で思慮深い。

## スタッフ
- シナリオ:丸木文華
- 原画:天野ちぎり
- 企画:S子

## 主題歌
『花香り 涙ほろり』
- 歌:Rita
- 作詞:中山♥マミ
- 作編曲:佐々倉マコト

## 関連商品
CD
- 蝶の毒華の鎖 サウンドトラック 初回版（2011年8月12日発売）
- 蝶の毒華の鎖 サウンドトラック 通常版（2015年3月26日発売）
- 蝶の毒華の鎖 音楽集 完全版（2021年7月30日発売）

書籍
- 蝶の毒華の鎖 公式ビジュアルファンブックLESANG（2011年12月6日発売、ISBN 978-4776795957）
- 蝶の毒華の鎖 コミックアンソロジー（2013年4月25日発売、ISBN 978-4758007443）
- 蝶の毒華の鎖 幻想夜話 公式ビジュアルファンブック（2013年9月28日、ISBN 978-4776796275）